# British Salmson
A British Salmson (formalmente British Salmson Aero Engines Ltd) foi uma fabricante britânica fundada em 1929 que produziu motores aeronáuticos e automóveis (de 1934 a 1939). Uma ramificação da empresa francesa "Société des Moteurs Salmson", foi adquirida pela administração local. Depois de produzir suprimentos de guerra durante a Segunda Guerra Mundial, ela interrompeu a produção de carros, mudou-se para Glasgow, na Escócia, e produziu máquinas de impressão.

## Histórico

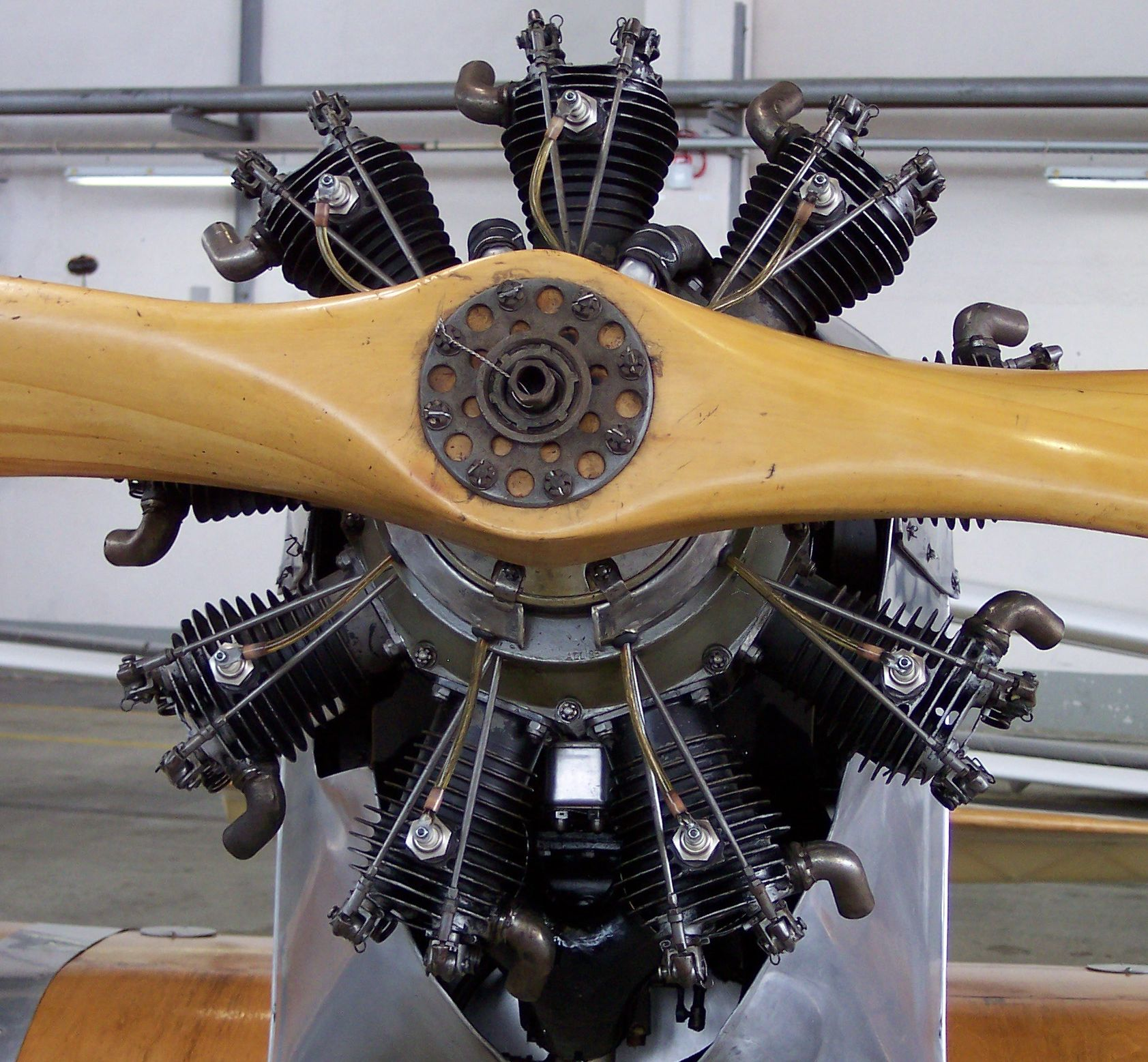
O motor aeronáutico "9AD"
da British Salmson.

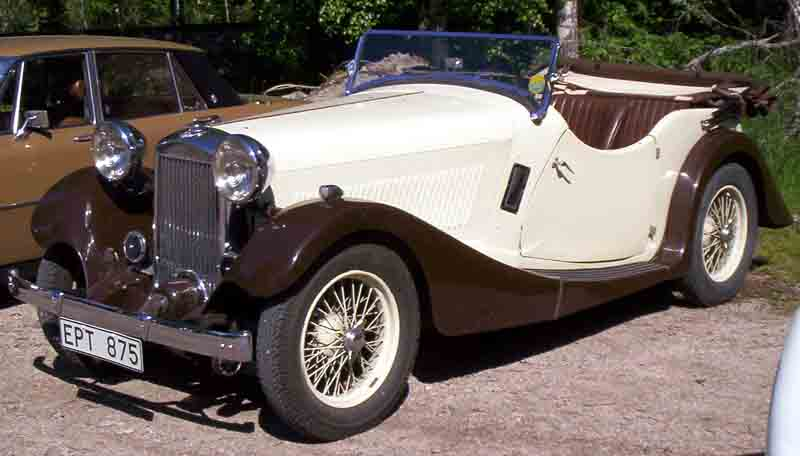
Um modelo "S4C" de 1935
da British Salmson.

Por iniciativa do empresário Howard Martineau, que viu a possibilidade de produzir motores aeronáuticos da Salmson localmente, e em 1929, estabeleceu a empresa para produzir os motores aeronáuticos radiais da Salmson em Raynes Park sob licença. Tratava-se do Salmson AD, que, entre outros, chegou a equipar o EAY-201 da Empresa Aeronáutica Ypiranga.
Essa iniciativa não foi tão bem sucedida quanto esperado, e Martineau decidiu produzir os carros da Salmson, também sob licença, com um alto padrão de qualidade. Essa iniciativa resultou na produção de mais de 300 carros entre 1934 e 1939, sendo: 250 do modelo "S4C"; 50 do "S4D" e cerca de uma dúzia do "20/90" também conhecido como "S6D".
Depois de 1938, a taxa de câmbio era muito mais favorável ao Reino Unido e a British Salmson passou a simplesmente importar os produtos franceses.
A produção de carros não foi retomada depois da Segunda Guerra Mundial. Um motor chamado "Cyclaid", para apoiar ciclistas cansados, um projeto alemão licenciado, foi produzido no início da década de 1950 e a empresa encerrou suas atividades em meados daquela década.
As instalações da B.S.A.E. em Raynes Park, 20 (perto da famosa quadra de tênis de Wimbledon) em Londres foram convertidos em um estacionamento no início da década de 1970.
A empresa acabou se mudando para Glasgow, na Escócia, onde fabricava máquinas de impressão.

## Produtos
- Motor aeronáutico
  - Salmson 9AD (1929)
- Carros
  - S4C (1934)
  - S4D - versão com motor maior (1937)
  - S6D ou 20/90 - sem equivalente francês (1936)